# Pi Hydrae
Pi Hydrae is een ster in het sterrenbeeld Waterslang. Qua fase zit de ster tussen subreus en reuzenster in.